# To Russell, My Brother, Whom I Slept With
| Recensione | Giudizio |
| ---------- | -------- |
| Allmusic   | [ 1 ]    |

To Russell, My Brother, Whom I Slept With è un album discografico dal vivo dell'attore comico statunitense Bill Cosby, pubblicato nel 1968 dalla Warner Bros. Records.

## Descrizione
L'album venne registrato dal vivo presso il Cleveland Public Auditorium. Il giorno dell'incisione, la città di Cleveland sperimentò una bufera di neve che bloccò il traffico per ore. Cosby posticipò di un'ora l'inizio dello spettacolo così da permettere l'arrivo del pubblico in sala. Come in molti dei suoi altri dischi comici, per il suo repertorio Cosby attinge in gran parte dai ricordi della propria infanzia. La prima facciata dell'album racconta di tematiche quali il peccato originale (The Apple) e delle due figlie di Cosby (The Losers). Il secondo lato è costituito unicamente da un lungo racconto, che narra del periodo nel quale Bill Cosby e suo fratello Russell erano costretti a dormire nello stesso letto.
Il disco raggiunse la vetta della classifica "40 Greatest Comedy Albums of All Time" di Spin, e la rivista lo definì "un capolavoro di stand-up comedy".
Il regista Kevin Smith dichiarò che l'album era uno dei suoi preferiti nel DVD An Evening with Kevin Smith 2: Evening Harder.

## Tracce
Lato 1
1. Baseball – 2:36
2. Conflict – 1:18
3. The Losers – 8:50
4. The Apple – 1:42

Lato 2
1. To Russell, My Brother, Whom I Slept With – 26:43